# Доджсон, Роберт
Роберт Доджсон (Robert A. (Andrew) Dodgshon; род. 8 декабря 1941) — британский географ и историк, занимался исторической и культурной географией, специалист по Шотландии и Альпам.
Доктор философии, эмерит-профессор Университета Аберистуита, где преподавал с 1970 года. Член Британской академии (2002).
Окончил Ливерпульский университет (бакалавр) и там же получил степень доктора философии. С 1970 года лектор, с 1988 года профессор, в 2000—2007 г. занимал именную кафедру социально-экономической географии Gregynog Chair of Human Geography; в 1998-03 гг. директор Института географии и наук о Земле Университета Аберистуита. С 2007 г. в отставке. Член-основатель Learned Society of Wales (2010).
Отмечен Murchison Award от RGS (1996) и Scottish Geographical Medal от RSGS (2003).
Автор книг Land and Society in Early Scotland (1981), From Chiefs to Landlords: Social and Economic Change in the Western Highlands and Islands, c.1493-1820 (1998), The Age of the Clans (2002).